# Lars Gabriel Eneroth
Lars Gabriel Eneroth, född 23 februari 1726 i Rogslösa socken, död 26 juni 1773 i Klockrike socken, var en svensk präst.

## Biografi
Lars Gabriel Eneroth föddes 1726 i Rogslösa socken. Han var son till assessorn i Göta hovrätt Magnus Eneroth och Sara Hellman. Eneroth blev 14 september 1738 student (extranationalis) vid Lunds universitet och promoverades 1748 till filosofie magister. Han prästvigdes 8 juli 1753 och blev 1761 komminister i Kaga församling. Eneroth avlade pastoralexamen 26 april 1763 och blev i december 1766 kyrkoherde i Klockrike församling. Han avled 1773 i Klockrike socken.

### Familj
Eneroth gift sig 24 november 1761 med Maria Catharina Regnér (död 1791). Hon var dotter till kyrkoherden Petrus Regnér och Greta Catharina Sörling i Mjölby socken. Efter Eneroths död gifte Maria Catharina Regnér om sig med kommissarien Carl Kindstedt på Stratomta i Törnevalla socken.